# 盧賓
盧賓 （波蘭語：Lubin），是波蘭的城鎮，位於該國西南部下西里西亞省，始建於十二世紀，人口約6.7萬。盧賓坐落於濟姆尼察河河畔，距離弗罗茨瓦夫約71公里。

## 友好城市
- 德国 莱茵-兰县[2]

## 外部連結
- Photo Gallery - Lubin and Zaglebie
- Lubin Iniquity 1982
- Zaglebie Lubin football club